# After Hours (álbum de Gary Moore)
After Hours es el décimo álbum de estudio del guitarrista norirlandés de blues rock y hard rock Gary Moore, publicado en 1992 por el sello Virgin Records. Al igual que el disco anterior, Still Got the Blues, continua con el sonido íntimo del blues y el blues rock pero sin perder del todo el hard rock.
Obtuvo el puesto 4 en la lista UK Albums Chart del Reino Unido, el más alto para un disco del fallecido músico. Mientras que en los Estados Unidos obtuvo el lugar 145 en los Billboard 200. Para promocionarlo fueron lanzados cuatro canciones como sencillos, entre ellos «Cold Day in Hell» que alcanzó el puesto 24 en los UK Singles Chart y el lugar 22 en la lista estadounidense Mainstream Rock Tracks.
El disco cuenta con varios músicos invitados como el bajista Will Lee, el guitarrista B.B. King y la destacada vocalista de sesión Carol Kenyon conocida por colaborar para bandas como Pet Shop Boys, Pink Floyd y Van Morrison, entre otros. Además y dentro del listado de canciones se incluyeron algunos covers como «Since I Met You Baby» del artista de R&B Ivory Joe Hunter y «Don't You Lie to Me» de Tampa Red, entre otras.
Con solo días de su lanzamiento fue certificado con disco de oro por British Phonographic Industry, tras superar las 100 000 copias vendidas.

## Lista de canciones
Todas las canciones escritas por Gary Moore, a menos que se indique lo contrario.

| N.º | Título                                                  | Escritor(es)          | Duración |  |
| 1.  | «Cold Day in Hell»                                      |                       | 4:27     |  |
| 2.  | «Don't You Lie to Me (I Get Evil)» (cover de Tampa Red) | Hudson Whittaker      | 2:30     |  |
| 3.  | «Story of the Blues»                                    |                       | 6:41     |  |
| 4.  | «Since I Met You Baby» (cover de Ivory Joe Hunter)      | Ivory Joe Hunter      | 2:52     |  |
| 5.  | «Separate Ways»                                         |                       | 4:54     |  |
| 6.  | «Only Fool in Town»                                     |                       | 3:52     |  |
| 7.  | «Key to Love» (cover de John Mayall)                    | John Mayall           | 1:59     |  |
| 8.  | «Jumpin' at Shadows» (cover de Duster Bennett)          | Duster Bennett        | 4:21     |  |
| 9.  | «The Blues is Alright» (cover de Little Milton)         | James Milton Campbell | 5:45     |  |
| 10. | «The Hurt Inside»                                       |                       | 5:53     |  |
| 11. | «Nothing's the Same»                                    |                       | 5:04     |  |

| Pistas adicionales en remasterización de 2002 |                                                         |                                        |          |  |
| N.º                                           | Título                                                  | Escritor(es)                           | Duración |  |
| 12.                                           | «All Time Low» (versión extendida)                      |                                        | 8:40     |  |
| 13.                                           | «Woke Up this Morning»                                  | B.B. King, Jules Taub                  | 3:52     |  |
| 14.                                           | «Movin' on Down the Road»                               |                                        | 3:35     |  |
| 15.                                           | «Don't Start Me Talkin» (cover de Sonny Boy Williamson) | Sonny Boy Williamson                   | 3:04     |  |
| 16.                                           | «Once in a Blue Mood» (instrumental)                    | Moore, Will Lee, Anton Fig, Tommy Eyre | 7:34     |  |

## Músicos
- Gary Moore: voz, guitarra rítmica y guitarra líder
- B.B. King: guitarra en «Since I Met You Baby»
- Will Lee, Bob Daisley y Johnny B. Gaydon: bajo
- Anton Fig y Graham Walker: batería
- Tommy Eyre: teclados
- Martin Drover: trompeta
- Frank Mead, Nick Pentelow y Nick Payn: saxofón
- Carol Kenyon y Linda Taylor: coros
- Richard Morgan: oboe